# Masters de Indian Wells 2022
El BNP Paribas Open 2022 fue un torneo de tenis ATP World Tour Masters 1000 en su rama masculina y WTA 1000 en la femenina. Se disputó en las canchas duras del complejo Indian Wells Tennis Garden, Indian Wells (Estados Unidos), entre el 7 y el 20 de marzo.
Este fue el primer torneo ATP y WTA, ya que los órganos de gobierno internacional del tenis (WTA, ATP, ITF, Australian Open, Roland Garros, Wimbledon, US Open) permitieron a los jugadores de Rusia y Bielorrusia seguir participando en eventos de tenis en la gira y en los Grand Slams, pero no competirán con el nombre o la bandera de Rusia o Bielorrusia debido a la invasión rusa de Ucrania de 2022.

## Puntos y premios en efectivo

### Distribución de puntos
| Evento                  | G    | F   | SF  | CF  | R16 | R32 | R64 | R128 | C  | C2 | C1 |
| Individuales masculinos | 1000 | 600 | 360 | 180 | 90  | 45  | 25  | 10   | 16 | 8  | 0  |
| Dobles masculinos       | 1000 | 600 | 360 | 180 | 90  | 0   | 0   | —    | —  | —  | —  |

| Modalidad           | G    | F   | SF  | CF  | R16 | R32 | R64 | R128 | C  | C2 | C1 |
| Individual femenino | 1000 | 650 | 390 | 215 | 120 | 65  | 35  | 10   | 30 | 20 | 2  |
| Dobles femenino     | 1000 | 650 | 390 | 215 | 120 | 10  | —   | —    | —  | —  | —  |

### Premios en efectivo
| Evento                  | G           | F         | SF        | CF        | R16      | R32      | R64      | R128     | C2     | C1     |
| Individuales masculinos | $ 1 209 730 | $ 640 000 | $ 335 000 | $ 175 000 | $ 92 000 | $ 51 895 | $ 29 045 | $ 18 155 | $ 9110 | $ 4785 |
| Individuales femeninos  | $ 1 209 730 | $ 640 000 | $ 335 000 | $ 175 000 | $ 92 000 | $ 51 895 | $ 29 045 | $ 18 155 | $ 9110 | $ 4785 |
| Dobles masculinos       | $ 414 500   | $ 220 000 | $ 117 240 | $ 59 740  | $ 31 500 | $ 16 870 | —        | —        | —      | —      |
| Dobles femeninos        | $ 414 500   | $ 220 000 | $ 117 240 | $ 59 740  | $ 31 500 | $ 16 870 | —        | —        | —      | —      |

## Cabezas de serie
Como resultado de los ajustes en el sistema de clasificación relacionados con la pandemia y los cambios en el calendario ATP en 2021, los puntos de clasificación después del torneo (a partir del 21 de marzo de 2022) se calcularán de la siguiente manera:
- Puntos de torneos celebrados durante las semanas del 8 y el 15 de marzo de 2021 se eliminarán al final del torneo y fueron reemplazados por los puntos conseguidos en Indian Wells 2022.
- Los jugadores que no estén defendiendo puntos de los torneos mencionados anteriormente defendieron su 19.º mejor resultado.

### Individuales masculino
| N.º | Rank. | Tenista               | Puntos | Puntos por defender | Puntos ganados | Nuevos puntos | Ronda hasta la que avanzó en el torneo             |
| 1   | 1     | Daniil Medvédev       | 8615   | 250                 | 45             | 8410          | Tercera ronda, perdió ante Gaël Monfils [26]       |
| 2   | 2     | Novak Djokovic        | 8465   | 0                   | 0              | 8465          | Baja antes de la segunda ronda.                    |
| 3   | 3     | Alexander Zverev      | 7515   | 500                 | 10             | 7025          | Segunda ronda, perdió ante Tommy Paul              |
| 4   | 4     | Rafael Nadal          | 6515   | 0                   | 600            | 7115          | Final, perdió ante Taylor Fritz [20]               |
| 5   | 5     | Stefanos Tsitsipas    | 6325   | 300                 | 45             | 6070          | Tercera ronda, perdió ante Jenson Brooksby         |
| 6   | 6     | Matteo Berrettini     | 4928   | (63)                | 90             | 4955          | Cuarta ronda, perdió ante Miomir Kecmanović        |
| 7   | 7     | Andrey Rublev         | 4590   | 270                 | 360            | 4680          | Semifinales, perdió ante Taylor Fritz [20]         |
| 8   | 8     | Casper Ruud           | 3915   | 90                  | 45             | 3870          | Tercera ronda, perdió ante Nick Kyrgios [WC]       |
| 9   | 9     | Félix Auger-Aliassime | 3883   | 90                  | 10             | 3803          | Segunda ronda, perdió ante Botic van de Zandschulp |
| 10  | 10    | Jannik Sinner         | 3495   | 135                 | 90             | 3450          | Cuarta ronda, se retiró ante Nick Kyrgios [WC]     |
| 11  | 11    | Hubert Hurkacz        | 3468   | 45                  | 90             | 3513          | Cuarta ronda, perdió ante Andrey Rublev [7]        |
| 12  | 12    | Cameron Norrie        | 3305   | 90                  | 180            | 3395          | Cuartos de final, perdió ante Carlos Alcaraz [19]  |
| 13  | 13    | Denis Shapovalov      | 3020   | 225                 | 45             | 2840          | Tercera ronda, perdió ante Reilly Opelka [17]      |
| 14  | 14    | Diego Schwartzman     | 2660   | 45                  | 45             | 2660          | Tercera ronda, perdió ante John Isner [23]         |
| 15  | 15    | Roberto Bautista      | 2480   | 195                 | 45             | 2330          | Tercera ronda, perdió ante Carlos Alcaraz [19]     |
| 16  | 16    | Pablo Carreño         | 2220   | 10                  | 10             | 2220          | Segunda ronda, perdió ante Jaume Munar [Q]         |
| 17  | 17    | Reilly Opelka         | 2156   | 0                   | 90             | 2246          | Cuarta ronda, perdió ante Rafael Nadal [4]         |
| 18  | 18    | Nikoloz Basilashvili  | 2121   | 0                   | 45             | 2166          | Tercera ronda, perdió ante Cameron Norrie [12]     |
| 19  | 19    | Carlos Alcaraz        | 2056   | 2                   | 360            | 2414          | Semifinales, perdió ante Rafael Nadal [4]          |
| 20  | 20    | Taylor Fritz          | 2010   | 135                 | 1000           | 2875          | Campeón, venció a Rafael Nadal [4]                 |
| 21  | 21    | Lorenzo Sonego        | 1937   | 45                  | 10             | 1902          | Segunda ronda, perdió ante Benjamin Bonzi          |
| 22  | 22    | Aslán Karatsev        | 1933   | 535                 | 10             | 1408          | Segunda ronda, perdió ante Steve Johnson [WC]      |
| 23  | 23    | John Isner            | 1801   | 45                  | 90             | 1846          | Cuarta ronda, perdió ante Grigor Dimitrov [33]     |
| 24  | 24    | Marin Čilić           | 1785   | 10                  | 10             | 1785          | Segunda ronda, perdió ante Miomir Kecmanović       |
| 25  | 25    | Karen Khachanov       | 1680   | 90                  | 10             | 1600          | Segunda ronda, perdió ante Jenson Brooksby         |
| 26  | 28    | Gaël Monfils          | 1633   | 0                   | 90             | 1723          | Cuarta ronda, perdió ante Carlos Alcaraz [19]      |
| 27  | 29    | Daniel Evans          | 1542   | (20)                | 45             | 1567          | Tercera ronda, perdió ante Rafael Nadal [4]        |
| 28  | 30    | Frances Tiafoe        | 1463   | 65                  | 45             | 1443          | Tercera ronda, perdió ante Andrey Rublev [7]       |
| 29  | 31    | Álex de Miñaur        | 1451   | 10                  | 90             | 1531          | Cuarta ronda, perdió ante Taylor Fritz [20]        |
| 30  | 32    | Lloyd Harris          | 1393   | 342                 | 45             | 1096          | Tercera ronda, perdió ante Matteo Berrettini [6]   |
| 31  | 33    | Aleksandr Búblik      | 1391   | (20)                | 45             | 1416          | Tercera ronda, perdió ante Grigor Dimitrov [33]    |
| 32  | 34    | Federico Delbonis     | 1382   | 90                  | 10             | 1302          | Segunda ronda, perdió ante Nick Kyrgios [WC]       |
| 33  | 35    | Grigor Dimitrov       | 1381   | 90                  | 180            | 1471          | Cuartos de final, perdió ante Andrey Rublev [7]    |

- Ranking del 7 de marzo de 2022.[4]

#### Bajas masculinas (cabezas de serie o sembrados)
| Clasif | Jugador         | Puntos Antes | Puntos a defender | Puntos ganados | Puntos después | Baja debido a                                   |
| ------ | --------------- | ------------ | ----------------- | -------------- | -------------- | ----------------------------------------------- |
| 2      | Novak Djokovic  | 8465         | 0                 | 0              | 8465           | Incumplimiento de los requisitos de vacunación. |
| 26     | Christian Garín | 1716         | 250               | 0              | 1476           | Lesión en el hombro.                            |
| 27     | Roger Federer   | 1665         | 45                | 0              | 1620           | Lesión en la rodilla.                           |
| 33     | Albert Ramos    | 1314         | 0                 | 0              | 1314           | [ 8 ]                                           |

### Dobles masculino
| Tenistas                           | Ranking | Preclasificado |
| Nikola Mektić Mate Pavić           | 3       | 1              |
| Rajeev Ram Joe Salisbury           | 7       | 2              |
| Marcel Granollers Horacio Zeballos | 11      | 3              |
| Juan Sebastián Cabal Robert Farah  | 18      | 4              |
| John Peers Filip Polášek           | 24      | 5              |
| Kevin Krawietz Michael Venus       | 26      | 6              |
| Wesley Koolhof Neal Skupski        | 33      | 7              |
| Jamie Murray Bruno Soares          | 38      | 8              |

### Individuales femenino
- El torneo de Indian Wells 2021 se llevó a cabo en octubre, por lo que los puntos de esa edición se eliminarán el 17 de octubre de 2022.
- En lugar de defender los puntos del torneo del 2021, el decimosexto mejor resultado de cada jugadora será reemplazado por sus puntos de la edición del 2022.

| N.º | Rank. | Tenista              | Puntos | Puntos por defender | Puntos ganados | Nuevos puntos | Ronda hasta la que avanzó en el torneo              |
| 1   | 2     | Barbora Krejčíková   | 5073   | 40                  | 0              | 5033          | Baja antes de la segunda ronda.                     |
| 2   | 3     | Aryna Sabalenka      | 4853   | 1                   | 10             | 4862          | Segunda ronda, perdió ante Jasmine Paolini          |
| 3   | 4     | Iga Świątek          | 4776   | 0                   | 1000           | 5776          | Campeona, venció a María Sákkari [6]                |
| 4   | 5     | Anett Kontaveit      | 4721   | 100                 | 65             | 4686          | Tercera ronda, perdió ante Markéta Vondroušová      |
| 5   | 7     | Paula Badosa         | 4424   | 24                  | 390            | 4790          | Semifinales, perdió ante María Sákkari [6]          |
| 6   | 6     | María Sákkari        | 4436   | 1                   | 650            | 5085          | Final, perdió ante Iga Świątek [3]                  |
| 7   | 8     | Karolína Plíšková    | 4242   | 0                   | 10             | 4252          | Segunda ronda, perdió ante Danka Kovinić            |
| 8   | 9     | Garbiñe Muguruza     | 3235   | 55                  | 10             | 3190          | Segunda ronda, perdió ante Alison Riske             |
| 9   | 10    | Ons Jabeur           | 3065   | 100                 | 10             | 2975          | Segunda ronda, perdió ante Daria Saville [Q]        |
| 10  | 12    | Jeļena Ostapenko     | 2880   | 30                  | 10             | 2860          | Segunda ronda, perdió ante Shelby Rogers            |
| 11  | 13    | Emma Raducanu        | 2635   | 1                   | 65             | 2699          | Tercera ronda, perdió ante Petra Martić             |
| 12  | 18    | Elina Svitólina      | 2207   | 1                   | 10             | 2216          | Segunda ronda, perdió ante Harriet Dart [Q]         |
| 13  | 15    | Victoria Azarenka    | 2271   | 0                   | 65             | 2336          | Tercera ronda, perdió ante Elena Rybakina [17]      |
| 14  | 19    | Jessica Pegula       | 2206   | 1                   | 10             | 2215          | Segunda ronda, perdió ante Marie Bouzková [Q]       |
| 15  | 16    | Angelique Kerber     | 2232   | 0                   | 120            | 2352          | Cuarta ronda, perdió ante Iga Świątek [3]           |
| 16  | 17    | Cori Gauff           | 2231   | 16                  | 65             | 2280          | Tercera ronda, perdió ante Simona Halep [24]        |
| 17  | 20    | Elena Rybakina       | 2101   | 55                  | 215            | 2261          | Cuartos de final, perdió ante María Sákkari [6]     |
| 18  | 21    | Leylah Fernandez     | 2066   | 15                  | 120            | 2171          | Cuarta ronda, perdió ante Paula Badosa [5]          |
| 19  | 22    | Tamara Zidanšek      | 1921   | 15                  | 10             | 1931          | Segunda ronda, perdió ante Petra Martić             |
| 20  | 23    | Elise Mertens        | 1886   | 1                   | 65             | 1950          | Tercera ronda, perdió ante Daria Saville [Q]        |
| 21  | 24    | Veronika Kudermétova | 1875   | 55                  | 215            | 2035          | Cuartos de final, perdió ante Paula Badosa [5]      |
| 22  | 25    | Belinda Bencic       | 1871   | 55                  | 10             | 1826          | Segunda ronda, perdió ante Kaia Kanepi              |
| 23  | 28    | Daria Kasátkina      | 1755   | 30                  | 65             | 1790          | Tercera ronda, perdió ante Angelique Kerber [15]    |
| 24  | 26    | Simona Halep         | 1832   | 1                   | 390            | 2221          | Semifinales, perdió ante Iga Świątek [3]            |
| 25  | 29    | Madison Keys         | 1690   | 1                   | 215            | 1904          | Cuartos de final, perdió ante Iga Świątek [3]       |
| 26  | 27    | Sorana Cîrstea       | 1775   | 30                  | 120            | 1865          | Cuarta ronda, perdió ante Simona Halep [24]         |
| 27  | 31    | Petra Kvitová        | 1585   | 55                  | 65             | 1595          | Tercera ronda vs María Sákkari [6]                  |
| 28  | 32    | Liudmila Samsónova   | 1527   | 15                  | 120            | 1632          | Cuarta ronda, perdió ante Petra Martić              |
| 29  | 40    | Clara Tauson         | 1214   | 15                  | 65             | 1279          | Tercera ronda, perdió ante Iga Świątek [3]          |
| 30  | 33    | Markéta Vondroušová  | 1487   | 30                  | 120            | 1577          | Cuarta ronda, perdió ante Veronika Kudermétova [21] |
| 31  | 51    | Viktorija Golubic    | 1254   | 30                  | 120            | 1344          | Cuarta ronda, perdió ante Elena Rybakina [17]       |
| 32  | 36    | Sara Sorribes        | 1318   | 43                  | 65             | 1340          | Tercera ronda, perdió ante Paula Badosa [5]         |
| 33  | 34    | Alizé Cornet         | 1360   | 30                  | 10             | 1340          | Segunda ronda, perdió ante Anna Kalinskaya [LL]     |

- Ranking del 7 de marzo de 2022.[9]

#### Bajas femeninas
| Rank. | Tenista                  | Puntos antes | Puntos por defender | Puntos ganados | Puntos después | Motivo                  |
| ----- | ------------------------ | ------------ | ------------------- | -------------- | -------------- | ----------------------- |
| 1     | Ashleigh Barty           | 7980         | 0                   | 0              | 7980           | Sin preparación física. |
| 2     | Barbora Krejčíková       | 5073         | 40                  | 0              | 5033           | Lesión en el codo.      |
| 11    | Danielle Collins         | 2972         | 1                   | 0              | 2971           | Molestias físicas.      |
| 14    | Anastasia Pavlyuchenkova | 2473         | 0                   | 0              | 2473           | Lesión en la rodilla.   |
| 30    | Camila Giorgi            | 1614         | 1                   | 0              | 1913           | Molestias físicas.      |

### Dobles femenino
| Tenista                               | Ranking | Preclasificada |
| Barbora Krejčiková Kateřina Siniaková | 3       | 1              |
| Veronika Kudermetova Elise Mertens    | 9       | 2              |
| Samantha Stosur Shuai Zhang           | 18      | 3              |
| Cori Gauff Caty McNally               | 23      | 4              |
| Darija Jurak Andreja Klepač           | 29      | 5              |
| Gabriela Dabrowski Giuliana Olmos     | 31      | 6              |
| Desirae Krawczyk Demi Schuurs         | 37      | 7              |
| Asia Muhammad Ena Shibahara           | 40      | 8              |

## Campeones

### Individual masculino
Taylor Fritz venció a  Rafael Nadal por 6-3, 7-6(7-5)

### Individual femenino
Iga Świątek venció a  María Sákkari por 6-4, 6-1

### Dobles masculino
John Isner /  Jack Sock vencieron a  Santiago González /  Édouard Roger-Vasselin por 7-6(7-4), 6-3

### Dobles femenino
Yifan Xu /  Zhaoxuan Yang vencieron a  Asia Muhammad /  Ena Shibahara por 7-5, 7-6(7-4)